# Lilia Puig de Stubrin
Lilia Jorgelina Guadalupe Puig de Stubrin (Santa Fe, 1951) es una politóloga y política argentina de la Unión Cívica Radical (UCR). Se desempeñó como diputada nacional por la provincia de Santa Fe de 2001 a 2005, como presidenta de la Convención Nacional de la UCR entre 2012 y 2017 (siendo la primera mujer en el cargo) y como Parlamentaria del Mercosur desde 2015.

## Biografía
Nacida en la ciudad de Santa Fe en 1951, se graduó de licenciada en ciencia política en la Universidad Nacional de Rosario en 1974. Militó primero en el Movimiento Nacional Reformista del Partido Socialista y en la década de 1970 se incorporó a la Unión Cívica Radical (UCR), en el ámbito de la Juventud Radical.
Se ha desempeñado como académica, como docente en la Universidad Nacional del Litoral y en la Universidad Nacional de Quilmes y como investigadora del CONICET. Entre mayo de 1988 y diciembre de 1990 fue delegada rectora de la carrera de ciencia política de la Facultad de Ciencias Sociales de la Universidad de Buenos Aires.
En las elecciones legislativas de 2001 fue elegida diputada nacional por la provincia de Santa Fe por la Alianza Santafesina. Integró el bloque de la UCR y fue presidenta de la comisión de Ciencia y Tecnología. También integró como vocal las comisiones de Asuntos Constitucionales; de Educación; y de Modernización del Funcionamiento Parlamentario. Concluyó su mandato en 2005.
En noviembre de 2012 fue elegida presidenta de la Convención Nacional de la Unión Cívica Radical, siendo la primera mujer en el cargo en la historia del partido radical. Fue secundada por el chubutense Santiago López como vicepresidente. En abril de 2017 fue sucedida por Jorge Sappia. Ha continuado en la Convención como delegada por la provincia de Santa Fe.
En las elecciones al Parlasur de 2015, fue elegida parlamentaria del Mercosur por Argentina en la lista de Cambiemos. Fue vicepresidenta de la comisión de Asuntos Jurídicos e Institucionales.
Desde 2017 es presidenta de la Fundación Alem, think tank de la UCR.